# Фоторезистор
Фоторези́стор — полупроводниковый прибор, изменяющий величину своего сопротивления при облучении светом. Не имеет p-n-перехода, поэтому обладает одинаковой проводимостью независимо от направления протекания тока - его ВАХ симметрична.
Явление изменения электрического сопротивления полупроводника, обусловленное непосредственным действием излучения, называют фоторезистивным эффектом, или внутренним фотоэлектрическим эффектом.

## Материалы, конструкция
Для изготовления фоторезисторов используют полупроводниковые материалы с шириной запрещённой зоны, оптимальной для решаемой задачи. Так, для регистрации видимого света используются фоторезисторы из селенида и сульфида кадмия, Se. Для регистрации инфракрасного излучения используются Ge (чистый или легированный примесями Au, Cu или Zn), Si, PbS, PbSe, PbTe, InSb, InAs, HgCdTe, часто охлаждаемые до низких температур с помощью термоэлектрического охладителя, компактного сосуда Дьюара с жидким азотом или же с помощью дросселирования азота. Полупроводник наносят в виде тонкого слоя на стеклянную или кварцевую подложку или вырезают в виде тонкой пластинки из монокристалла. Слой или пластинку полупроводника снабжают двумя электродами и помещают в защитный корпус.

## Параметры
Важнейшие параметры фоторезисторов:

Пример зависимости сопротивления фоторезистора от освещённости

- интегральная чувствительность — отношение изменения напряжения на единицу мощности падающего излучения (при номинальном значении напряжения питания);
- порог чувствительности — величина минимального потока излучения, регистрируемого фоторезистором, отнесённая к единице полосы рабочих частот.

## Применение
Фоторезисторы используют для регистрации слабых потоков света, при сортировке и счёте готовой продукции, для контроля качества и готовности самых различных деталей; в полиграфической промышленности для обнаружения обрывов бумажной ленты, контроля количества листов бумаги, подаваемых в печатную машину; в медицине, сельском хозяйстве и других областях.